# عمرو سراج
عمرو سراج (انگلیسی: Amro Surag؛ زادهٔ ۸ آوریل ۱۹۹۸) بازیکن فوتبال اهل قطر است.
از باشگاه‌هایی که در آن بازی کرده‌است می‌توان به باشگاه ورزشی الغرافه اشاره کرد.